# Конгрес мусульман України
Конгрес мусульман України - перша всеукраїнська громадська платформа, створена для подальшого відродження духовного та культурного життя українських мусульман.

## Історія
Конгрес утворений на установчих зборах, що відбулися 27 листопада 2021 року в Києві.

## Основні принципи діяльності
- Об’єднання й подальша діяльність повинні відбуватись на засадах рівності для представників усіх ісламських науково-правових напрямів і етнічних груп.
- Розділяти принципи поміркованості.
- Відкидати будь-які форми радикалізму та крайніх поглядів нетерпимості.
- Націленість на досягнення гармонійних відносин як всередині ісламської громади, так і в масштабах всього українського суспільства.
- Активна участь у процесах розвитку України і місцевих громад.
- Покладатися у своїй діяльності на принципи «Хартії мусульман України».[8]

## Засновники
- Духовне управління мусульман України "Умма"

- Асоціація "Альраїд"

- Ліга мусульманок України та ін.